# Suflê
Um suflê (do francês "soufflé", que significa "assoprado") é uma preparação culinária de origem francesa, feita no forno, à base de um creme de ovos, farinha de trigo ou maisena, incluido-se um ingrediente principal, tal como legumes, peixe, queijo, chocolate ou outro. Pode ser doce ou salgado.

## Etimologia
A palavra soufflé é um gallicismo do particípio passado soufflé (soprado, inflado) do verbo francês souffler. É usado como um substantivo para ser aplicado a uma preparação culinária que incha durante o cozimento.